# Centro Deportivo Huracán de San Justo
Centro Deportivo Huracán de San Justo es un club deportivo ubicado en la localidad de San Justo, Argentina. Fue fundado el 5 de abril de 1921. Posee un equipo de vóley, taekwondo, y básquetbol que participa en la tercera categoría del baloncesto Argentino, el Torneo Federal de Básquetbol, sucesor de la antigua Liga B.

## Historia
En 1921, un grupo de jóvenes de San Justo se reunieron en la casa del Sr. Julio Arca con el sueño de construir un centro de deportes para la comunidad local. De esa reunión, surge la primera Comisión Directiva que acordó designar a dicho espacio con el nombre de Centro Huracán. El 5 de abril de 1921 ese sueño se convirtió en realidad con la fundación del Centro Deportivo Huracán de San Justo.
En sus comienzos, el Centro se dedicó a la práctica de diversos deportes, preferentemente actividades futbolísticas. Sin embargo, con el paso de los años el Centro no solo creció en su aspecto edilicio, sino también en la cantidad de actividades ofrecidas a la comunidad. Hoy representa un espacio deportivo y recreativo, además de una de las instituciones de mayor trayectoria en la zona. 
En los últimos años el Centro Deportivo Huracán supo recuperar el brillo deportivo de épocas pasadas. Mediante campeonatos, ascensos y destacadas participaciones a nivel regional en múltiples disciplinas. También, es importante su aporte local con respecto a la promoción de la salud y la actividad deportiva entre los jóvenes y las familias de la localidad. El Globo de San Justo llegó a las 9 décadas mejor que nunca.

## Participación en torneos AFA
Huracán de San Justo comenzó a participar en los torneos de la Asociación del Fútbol Argentino, en ese momento llamada Asociación Argentina de Football, en el año 1931, cuando se afilió y jugó en la Segunda División, por ese entonces cuarta división amateur. En 1933, una reestructuración de los campeonatos le permitió ser promovido a la Tercera División, que pasaba de la quinta división a tercera división Amateur. En 1934, nuevamente fue promovido a Segunda División, que constituía desde el año anterior la segunda división amateur.
Ya en 1935 pasa a formar parte de la Tercera División de AFA, luego de la fusión de las asociaciones amateur y profesional.
El club siguió participando en esta divisional ininterrumpidamente hasta el año 1949, redondeando campañas más que discretas. Pocas veces logró terminar en la mitad superior de la tabla de posiciones, finalizando en la mayoría de las oportunidades en la anteúltima ubicación o incluso en la última.
Luego del campeonato jugado ese año, tras dieciséis temporadas consecutivas disputando torneos de las categorías superiores del fútbol nacional, se desafilió de la Asociación del Fútbol Argentino. Hasta el momento, ese ha sido el último torneo disputado por el club en un campeonato de dicha institución.
En marzo de 2021, expresó su deseo de volver a afiliarse directamente a la Asociación del Futbol Argentino, para participar en la Primera D aunque por el momento no hay nada concreto al respecto y su reafiliación parece lejana, entre otros motivos, por no poseer estadio propio.

## Básquetbol
El básquetbol en Huracán de San Justo tiene tres segmentos: Minibasquet, Inferiores y Primera. Actualmente cuenta con más de 150 chicos en Minibasquet, por lo que hay categorías rojo y blanco. Asimismo, tiene dos niveles de inferiores: la que milita en el Top 10 (dirigidos por Germán Tamagusuku en Infantiles y Cadetes, y por Mauro Salzman en Juveniles) y los que están en el Torneo de Conferencias B, Zona Oeste 1 (cuyo técnico es Juan Manuel Di Gilio), llegando a más de 50 jugadores.
Por último, la Primera disputa dos certámenes, uno de ellos es el Torneo Federal de Básquetbol, que es la tercera categoría a nivel nacional. Además, Huracán forma parte de los cien mejores clubes, siendo el único representante de la Zona Oeste de Buenos Aires. Por otra parte disputa el Torneo de Conferencias de la Federación de Básquetbol del Área Metropolitana de Buenos Aires en el cuál milita en el nivel 1 de la Conferencia Oeste.

### Resultados históricos

#### Categorías de ascenso (2017 a presente)
| Temporada                         | Pos. Fase Regular (división) | Pos. Play-offs (general)        | Observaciones |
| --------------------------------- | ---------------------------- | ------------------------------- | ------------- |
| Torneo Federal de Básquet 2016-17 | 2° (División Metropolitana)  | Cuartos de final de conferencia | Anexo         |
| Torneo Federal de Básquet 2017-18 | 7° (División Metropolitana)  | Reclasificación                 | Anexo         |

## Fútbol
El objetivo principal de la escuela de Futbol Infantil del club es formar y educar a través del deporte. Deben enseñar y concientizar desde las primeras edades que comienzan a participar, más allá de un resultado deportivo. Utilizan a la competencia como parte de este proceso y no como un factor determinante de logros o coronaciones.
Para esto deben plantear entrenamientos acorde a la edad que están estimulando, respetando e incorporando progresivamente contenidos técnicos, físicos y cognitivos. De tal manera dará como resultante que el niño pueda participar con sus pares de distintas actividades utilizando los distintos fundamentos que fueron planteados en cada plan de enseñanza.
Actualmente cuentan con la participación de más de 100 niños que compiten de acuerdo a su edad dentro de los torneos FEFI.

## Vóley
El Voleibol en Huracán de San Justo se divide en cinco partes: primera, inferiores, maxi, mini y escuelita.
La Primera de Damas milita en el tercer nivel de la Federación Metropolitana, mientras que las inferiores hacen lo propio en el Nivel C con proyectos en el mediano plazo.
Mientras que maxi, mini y escuelita no están federadas y compiten en otras ligas como la UCVO y LAVEV en maxi, y en la Liga de La Matanza en mini y en escuelita.

## Tenis
El tenis en el Centro Deportivo Huracán se divide en dos partes. El área de escuela que cuenta con 100 alumnos aproximadamente y la de entrenamiento con 40. En tenis escuela se enseñan los primeros golpes, el peloteo, básicamente los fundamentos. Compiten en torneos internos y en interescolares. Mientras que en el área de entrenamiento los preparan para competir individualmente y grupalmente. Primero participan en torneos amateur con formato oficial y, una vez que están listos se afilian a la Asociación Argentina de Tenis (AAT).

## Otras secciones deportivas
En las instalaciones del club se realiza Taekwondo, Gimnasia artística y acrobática, Pelota paleta, Indoor Cycling, Patín, Gimnasio, Natación.

## Datos futbolísticos del club

### Temporadas
- Temporadas en segunda categoría: 1
  - Temporadas en Segunda División: 1 (1934)
- Temporadas en tercera categoría: 16
  - Temporadas en Tercera División: 16 (1933, 1935-1949)
- Temporadas en cuarta categoría: 2
  - Temporadas en Segunda División: 1 (1931-1932)

- Participaciones en Copa de Competencia de Tercera División: 1 (1937)